# 2016 Re-ALBUM
"2016 Re-ALBUM"은 대한민국의 남성 음악 그룹 젝스키스의 리믹스 음반이다. 2016년 12월 1일에 KT 뮤직을 통해서 발매됐다.

## 개요
- "Blue Note"로부터 약 16년 7개월 만의 음반이자, 재결합 후의 첫 음반이 된다.
- '그 남자가 내 남자다'는 가사가 멤버들의 나이와는 맞지 않아서 리스트에서 제외할 예정이였으나 양현석 대표는 리스트에서 제외되면 팬들이 섭섭해할 거라며 이 곡만 YG에서 재편곡을 해서 젝스키스의 공연[주 1] 앵콜 첫 곡으로 새로운 버전의 곡으로 선보였다.[1]
- 수록곡 중에서 일부 곡은 오래된 곡들이라서 반주 음원을 구하기 어려운 상황에 놓여서 재작곡을 하라고 양현석 대표가 지시를 해서 재작곡이 됐다.[1]
- 뮤직비디오는 음반 발매일인 12월 1일을 겨울 시점에 맞추어서 눈을 볼 수 있는 일본 삿포로에서 촬영됐다.[2]

## 발매 과정
2016년 11월 23일, 젝스키스의 소속사인 YG측은 12월 1일에 공개되는 ‘WHO IS NEXT’의 주인공이 젝스키스이며, ‘2016 Re-ALBUM’이라는 제목으로 16년 전 해체까지의 곡들 중에서 히트곡 10곡을 엄선해 수록하여 발매될 것이라고 발표했다. 다음 날인 11월 24일에는 1번 트랙부터 5번 트랙까지의 트랙 리스트를 공개했으며, 11월 25일에 모든 트랙의 트랙 리스트가 공개됐다. 총 세곡으로 타이틀 곡이 선정됐는데, YG측 관계자는 “사실상 모두 히트곡들인데다가 타이틀 곡이기도 했으며 1위를 수상했던 곡이라서 타이틀 곡을 하나로 정하는 일은 매우 힘들고 무의미하다”라고 설명했다. 그리고, 덧붙여서 가장 큰 이유를 세곡 중에서 인기가 많은 곡으로 음악 방송을 하자는 아이디어가 양 대표와 젝스키스 멤버들 사이에서 나왔으며, 선택권은 팬들에게 있다고 말했다.  29일에 '연정'과 'COME TO ME BABY'의 티저가, 30일에는 '무모한 사랑'과 '사랑하는 너에게', '커플' 티저가 공개됐으며, 발매 당일 자정에 음원과 함께 '커플'의 뮤직 비디오가 공개됐다.

## 수록곡
- 굵은 글씨는 타이틀 곡이다.

| #            | 제목                    | 작사         | 작곡                  | 편곡  | 재생 시간 |
| ------------ | ----------------------- | ------------ | --------------------- | ----- | --------- |
| 1.           | 〈COM'BACK〉            | 김창환       | 천성일                | 3:38  |           |
| 2.           | 〈커플〉                | 천성일       | 천성일                | 4:07  |           |
| 3.           | 〈예감〉                | 김창환       | 김창환                | 3:31  |           |
| 4.           | 〈COME TO ME BABY〉     | 홍종구       | 천성일                | 3:42  |           |
| 5.           | 〈기사도〉              | 김창환       | 김창환                | 3:40  |           |
| 6.           | 〈연정〉                | 김창환       | 김창환                | 3:16  |           |
| 7.           | 〈무모한 사랑〉         | 김창환       | 김창환                | 3:17  |           |
| 8.           | 〈ROAD FIGHTER〉        | 김창환       | 이윤상                | 2:58  |           |
| 9.           | 〈그 남자가 내 남자다〉 | 천성일       | 천성일                | 3:45  |           |
| 10.          | 〈사랑하는 너에게〉     | 김창환       | 김창환                | 3:59  |           |
| 11.          | 〈세 단어〉             | 타블로       | 타블로, FUTURE BOUNCE | 4:03  |           |
| 총 재생 시간 | 총 재생 시간            | 총 재생 시간 | 총 재생 시간          | 39:41 |           |

트랙별 수록 음반
1. 1 2  "Com'Back"
2. ↑  "Special"
3. 1 2 3  "Road Fighter"
4. 1 2  "Welcome To The Sechskies Land"
5. 1 2  "연정 (戀情)"
6. ↑  디지털 싱글

### 내용주
1. ↑  본 앨범과는 관련 없는 공연
2. ↑  CD에만 수록되어 있는 보너스 트랙이다.

### 참조주
1. 1 2 3 4 5  이미현 (2016년 11월 25일). “[뮤직IS] 젝스키스, 타이틀곡 3곡으로 정한 결정적 이유는”. 《일간스포츠》 (JTBC콘텐트허브). 2016년 12월 1일에 확인함.
2. ↑  윤상근 (2016년 11월 25일). “젝키, 日삿포로서 '커플' 新뮤비 촬영 "원곡 훼손 없다"”. 《일간스포츠》 (JTBC콘텐트허브). 2016년 12월 1일에 확인함.
3. ↑  하나영 (2016년 11월 23일). “젝스키스 16년 전 히트곡, 2016년 버전으로 재탄생된다”. 《THE STAR》. 2016년 12월 1일에 원본 문서에서 보존된 문서. 2016년 12월 1일에 확인함.
4. ↑  김하진 (2016년 11월 24일). “돌아온 젝스키스, 타이틀곡은 '커플'”. 《텐아시아》 (코리아엔터테인먼트미디어). 2016년 12월 1일에 원본 문서에서 보존된 문서. 2016년 12월 1일에 확인함.